# Infern - Cant Quinzè

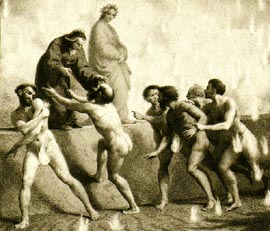
Brunetto Latini i els sodomites en l'infern, il·lustració de Francesco Scaramuzza

El cant quinzè de l'Infern de Dante Alighieri, té lloc al tercer anell del setè cercle on són castigats els violents contra Déu, la natura i l'art, com ja s'ha enunciat en l'anterior cant. En aquest cant els dos poetes caminen al llarg del rierol procedent del Flegetont per damunt d'un dic i es veuen protegits de les flames que cauen sobre el sorral, perquè els vapors del rierol, les apaguen. Aquí Dante parla dels sodomites que caminen sense parar pel sorral i també mouen sense parar les mans per apartar les flames. Una de les ànimes el reconeix i ell veu que es tracta de Brunetto Latini, el seu antic mestre. Després d'explicar Dante breument perquè està allí essent un ésser viu, parlen de Florència i la seva gent amb uns termes molt negatius en veu de Brunetto, aquest repeteix la profecia de l'exili de Dante i finalment Brunetto torna corrent amb el seu grup i els pelegrins continuen camí.
Ens trobem a l'alba del 9 d'abril de 1300 (Dissabte Sant), o segons d'altres comentaristes del 26 de març de 1300.

## Anàlisi del cant

### Els sodomites - versos 1-21
Dante i Virgili estan caminant sobre un dels dos dics que contenen el riu Flegetont, única zona de l'anell que no és turmentada per les flames del tercer anell del setè cercle, el dels violents contra Déu, l'art i la natura. Els vapors que emet el riu, apaguen les flames. Per descriure els dics laterals del riu, Dante fa una comparació amb els que construeixen els flamencs entre Wissant i Bruges, italianitzat com Guizzante e Bruggia (de fet les dues paraules junt amb "fiamminghi": flamencs, evoquen el concepte de flama), i cita un cas més proper als seus lectors, el que els paduans, utilitzen per defensar les seves vil·les i castells de les crescudes del riu Brenta quan des de la Caríntia ("Carentana", però, entenent-se com tots els Alps Càrnics) la neu es fon amb la calor. El poeta assenyala però que els dics infernals no són grans.
Després d'haver vist un blasfem en el cant anterior (Capaneu), aquest i el següent cant són dedicats als sodomites, és a dir als que van tenir relacions "contra natura". Aquests corren sense descans sobre el "sorral" de foc i són el grup de pecadors més nombrós de l'anell (Inf. XIV, v.25). Però també són els menys impius perquè Dante diu que el contacte amb el sòl de foc és la condició més dolorosa i que correspon a una culpa més gran, és a dir, als pecats més greus (els blasfems i els usurers, estan respectivament estirats i asseguts sobre la sorra en flames).
La sodomia estava proverbialment molt estesa a Florència (només cal pensar que en l'alemany de l'època, el terme per referir-se als sodomites és Florenzen i el verb "zu florenzen" significa "sodomitzar") i en aquest anell Dante trobarà dos cops conciutadans amb els quals mantindrà una conversa. En qualsevol cas, el "pecat" és considerat, en la seva concepció més amplia: no només les relacions homosexuals, sinó també les heterosexuals, i no hi havia cap distinció entre els que van prendre part en ella de forma activa o passiva (en aquest sentit fins i tot una dona, si és complaent, podia ser acusada de sodomia).
No obstant això, durant els tres cants dedicats a aquest anell del setè cercle, no es fa mai esment del pecat de sodomia. Per saber quina és la culpa d'aquests condemnats s'ha de tornar al Cant Onzè, on durant l'explicació general de l'Infern, es parla al vers 50 de "Sodoma".
Mentrestant Dante i Virgili caminaven sobre el dic de la vora del riu, deixant enrere el bosc dels suïcides (Dante diu que fins i tot si s'hagués girat per mirar enrere no hauria estat capaç de distingir-lo, sigui per l'aire fosc de l'infern, o pel "fummo", el vapor dens del riu). Un grup d'ànimes van pel sorral en direcció contrària als dos poetes i els miren de forma particular "cadascun ens observava, com solem mirar-nos en les nits sense lluna els uns als altres; i estrenyien les celles per mirar-nos com un vell sastre que enfila l'agulla"(vv.17-21).

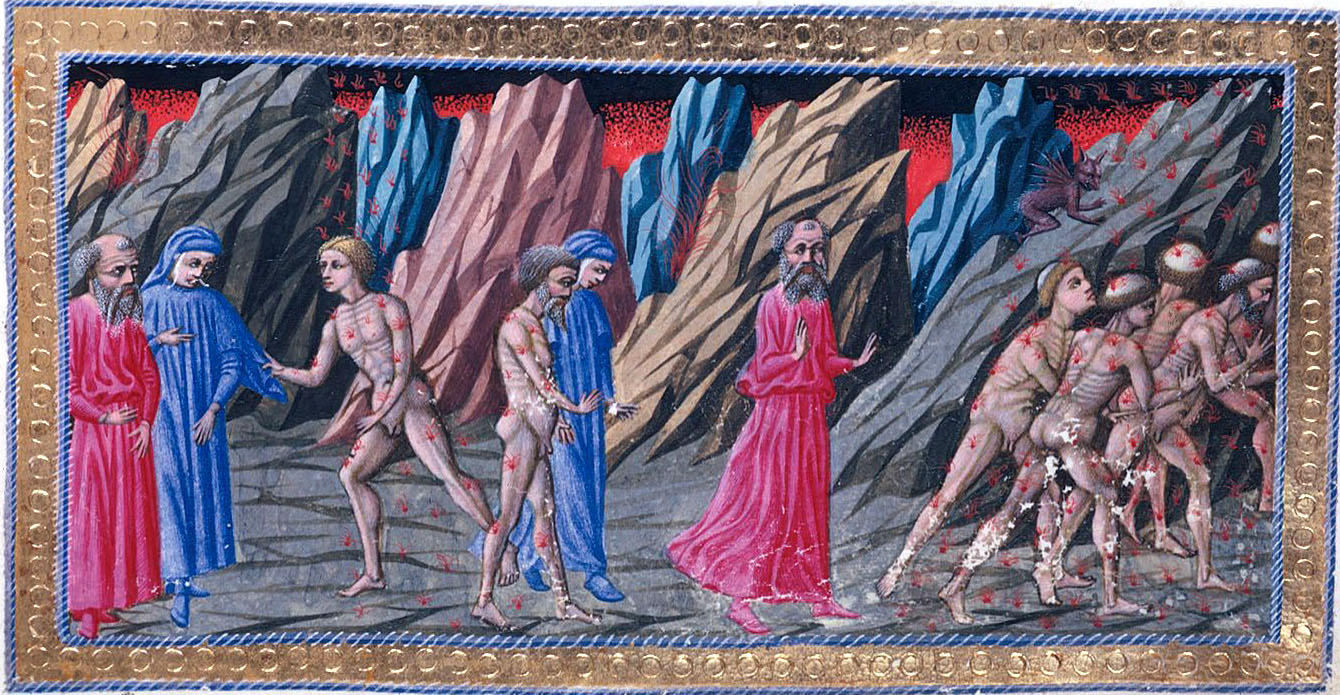
Priamo della Quercia, cant quinzè de l'infern.

Una interpretació del text que partiria de l'observació que en l'època de Dante, quan no hi havia enllumenat públic als carrers de la ciutat, només s'hi veia en les nits de lluna lluminosa. Quan en canvi s'estava en fase de lluna nova ("sotto nuova luna", v. 19), amb la lluna que no es veia o apareixia com una fina falç a l'horitzó; per veure's-hi els vianants, era necessari aguditzar la mirada estrenyent les parpelles ("ciglia", celles v. 20), com feia el vell sastre prèsbita (amb vista cansada), per fer passar el fil per l'ull de l'agulla (vv.18-21).

### Brunetto Latini - vv. 22-60
Mentre que Dante se sent observat d'aquesta manera, vet-ho ací que un condemnat el reconeix i amb molta familiaritat l'agafa per la vora del vestit i cridà "Quina sorpresa!" (v. 24). El poeta, tot i l'aspecte terriblement cremat del condemnat, reconeix que és Brunetto Latini, i es dirigeix a ell amb la franquesa típica de qui a la vegada hi té familiaritat: "Sou ací, ser Brunetto?".

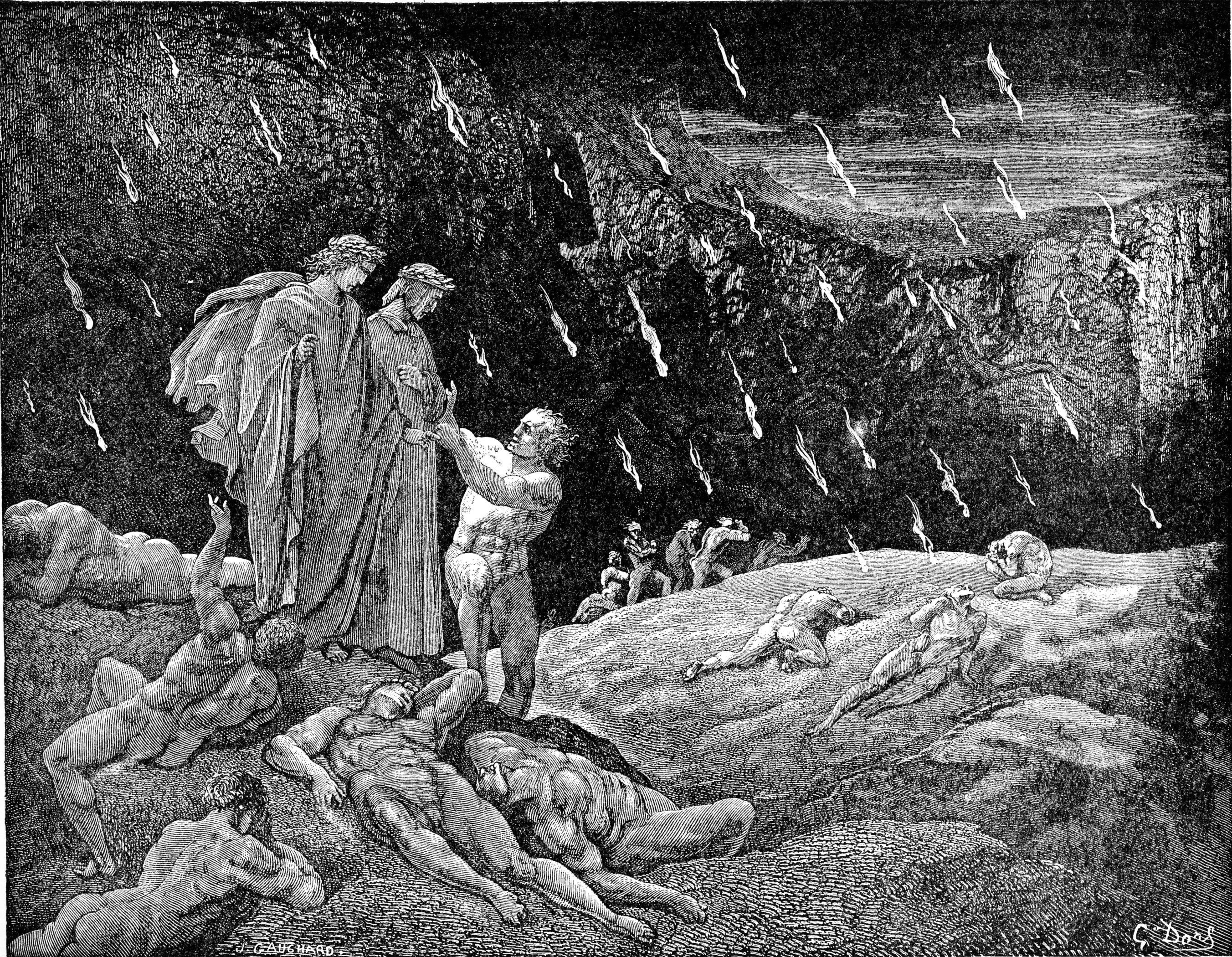
La trobada amb Ser Brunetto, il·lustració de Gustave Doré

La nominació "ser" és en qualsevol cas un signe de deferència, que Dante mostra cap al condemnat; això és degut entre altres coses al fet que Brunetto Latini era un notari i que per Dante fou un mestre. Molts han remarcat que aquell "ací", indicava una certa sorpresa per part de Dante que potser aparenta no tenir coneixement del pecat de Brunetto, però possiblement amaga un cert menyspreu.
Ell, que fou mestre i font de saviesa per Dante, li pregunta ara en l'Infern si no li importa que facin junts una mica de camí, abandonant durant una estona el seu grup, de la qual cosa el poeta pelegrí diu que se sent ben feliç. "De tot cor us ho prego; / i si voleu també que sega amb vós, / ho faré, si ho permet qui m'acompanya (Virgili)". Brunetto però s'apressa llavors a explicar que els condemnats com ell no poden mai aturar-se, sota pena de quedar estirat i immobilitzat durant cent anys sobre la sorra cremant, així que és millor que els dos caminin un al costat de l'altre, abans que Latini es reuneixi de nou amb la companyia "que va plorant la seua pena eterna". Dante, llavors compren i continua caminant "però portava/ el meu cap inclinat, respectuós", evitant baixar cap a l'erm colpit per la pluja de foc.
Brunetto comença a parlar preguntant-li que fa Dante viu en el regne dels morts i qui és el seu guia. Dante respon parlant de com estava perdut "dins d'una selva obscura" fa un dia; abans que la seva edat fos plena (parafrasejant el famós "A la meitat del camí de la vida", és a dir abans de complir els trenta-cinc anys, sent el viatge imaginari iniciat en el període pasqual del 1300 i havent nascut el poeta sota el signe dels bessons, entre maig i juny), se li aparegué Virgili i el va conduir per aquest viatge abans de retornar-lo a casa ("a ca"), en el sentit de retornar al pecador al regne del Pare.
Brunetto assenteix a Dante i li diu que si ell hagués sabut que la seva tasca era tan important, abans de la seva mort l'hagués ajudat amb els seus ensenyaments "jo t'hauria ajudat en el treball". A la pràctica l'està lloant com a deixeble excepcional i l'insta a perseverar en el camí de la virtut.

### Brunetto parla de Florència i profetitza l'exili de Dante - vv. 61-99
Brunetto Latini passa després a parlar de Florència introduint la profecia de l'exili de Dante, ja mencionada en el Cant X amb Farinata degli Uberti.
Diu que Dante tindrà enemics en la part "fiesolana" de Florència, aquella que, citant la llegenda sobre l'antiga Florència contada per Giovanni Villani. Els habitants de Fièsole que va ser arrasada per l'exèrcit romà, baixaren a Florència i es van mesclar amb la virtuosa població romana. Aquell poble (els fiesolans) amb la seva manera de ser, ruda i aspra ("i encara és dur com la gent de muntanya"), és la causa dels continuats conflictes interns de la ciutat
Brunetto llavors comença a citar una sèrie d'exemples de gust "proverbial" que impregnen aquest cant i que són una mostra de com Dante modifica l'estil de la seva poesia en funció dels personatges de què, o amb qui parla. Brunetto, l'autor d'aquella mena d'enciclopèdia medieval: "li Livres dou Trésor" està aquí caracteritzat per un llenguatge burlesc i ric en referències erudites. Un altre exemple evident d'aquesta elecció lingüística ha tingut lloc en el cant número 13, on el llenguatge s'ha tornat rebuscat, artificiós intentant ajustar-se al personatge de Pier della Vigna. En canvi a les Malebolge el poeta utilitzarà el llenguatge més baix i planer possible.

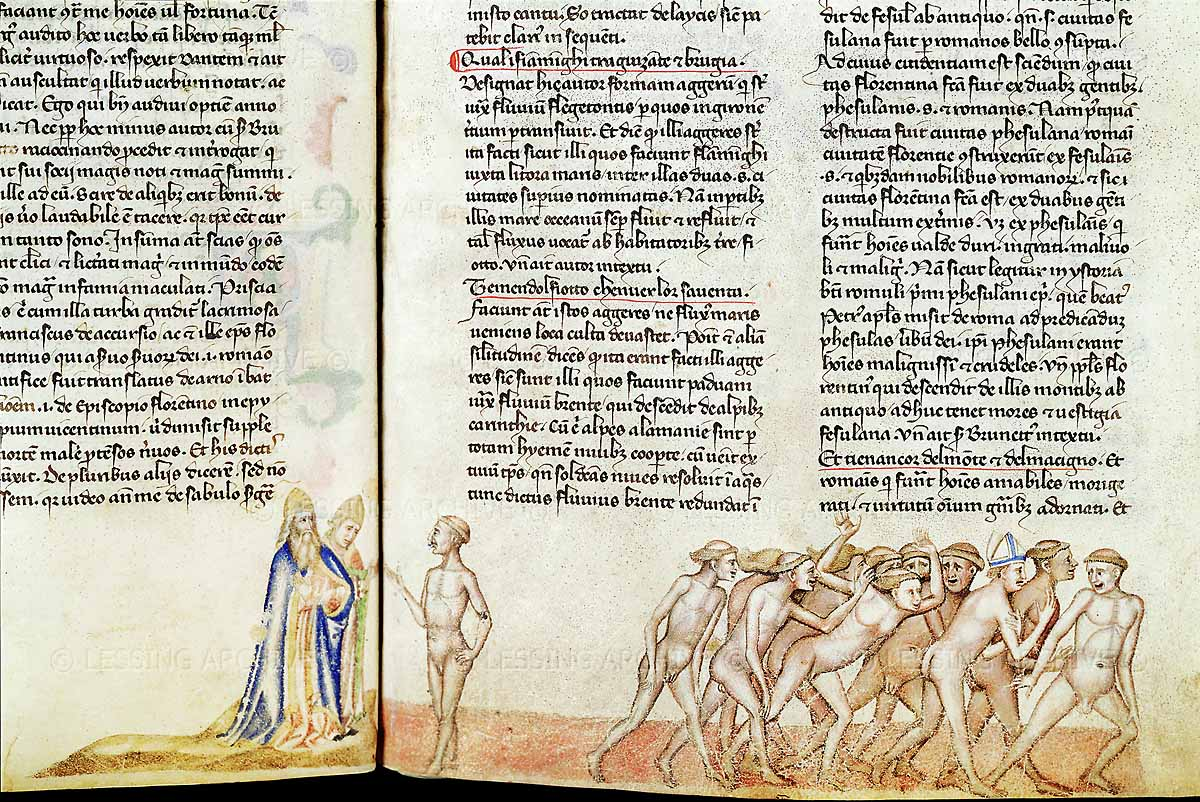
Guido da Pisa. Cant quinzè, els sodomites

Brunetto diu després que no està d'acord que una figuera dolça creixi "entre els servers aspres" (els servers, donen una fruita molt agra utilitzada per alimentar els animals i comestible per als homes només després d'una llarga maduració "Sorbus domestica") i que aquests florentins-fiesolans tenen fama antiga de cecs referint-se o al fet que van ser enganyats per Totila (que es va fer acollir com a amic i que a continuació va saquejar la ciutat), o a la llegenda de les columnes de pòrfir del Baptisteri (donades pels pisans, considerades miraculoses perquè feien aparèixer la cara del traïdors, però a causa del raspat que en van fer els pisans van esdevenir inutilitzables, per la qual cosa es deia "pisans traïdors i florentins cecs")
Són també, parafrasejant una invectiva similar de Ciacco (Inf. VI, v.74), avars (entès aquí com a "cobdiciosos"), envejosos i superbs, per això Brunetto convida a Dante a mantenir-se allunyat d'ells ("no t'embrutes mai amb els seus costums."). A més continua profetitzant que per la seva fama, les dues parts de Florència tindran "fam" d'ell: es pot entendre que totes dues voldran trossejar-lo, o que totes dues el voldran de la seva part (en general, els crítics moderns prefereixen la primera interpretació, la segona està més lligada als antics comentaristes), però el "boc" s'ha de mantenir lluny de l'herba (una altra frase en forma de proverbi).
"Les bèsties fiesolanes, que es rebolquen / sobre el seu cos," (Dante fa servir la paraula "strame" referida al fenc on jeuen els animals), "que no toquen la planta, / si en aquell fem encara en naix alguna, / en què revisca la llavor tan santa / d'aquells romans que hi romangueren", és a dir que deixin estar aquella planta bona que brota del seu fem, com a fruit de la "santa" llavor del poble romà que va decidir quedar-se després que la ciutat es va convertir en "el niu de tanta malvestat".
Dante llavors es prepara per declarar tot el seu agraïment i afecte cap a Brunetto
«"Si s'acomplira allò que jo demane,"
vaig contestar, "encara no estaríeu
separat de la vida natural;
perquè recorde bé, i em fa sofrir,
la vostra amable i estimada imatge
paterna, quan, al món, de tant en tant,
m'ensenyaveu com guanyar la fama eterna:
i el meu agraïment, mentre viuré,
la meua llengua el mostrarà ben clar."
Paràfrasi: "Si pogués demanar un desig",
li vaig respondre, "vós seríeu encara viu; ja que
en la meva memòria està impresa- i em dona
coratge- la vostra estimada i bona imatge
paterna de quan en el món dels vius
m'ensenyàveu com l'home
es fa etern a través de la seva obra:
i mentre visqui es veurà certament
en les meves paraules futures, l'important que això, és per mi"
Dante segueix explicant que això que se li ha dit i, com li ha profetitzat Farinata, serà Beatriu qui li explicarà més endavant.
A continuació, explica que de l'exili ja n'hi havien parlat abans (per part de Farinata degli Uberti, en el cant desè) i que accepta allò que la Fortuna ha previst per a ell, "que Fortuna gire la seua roda / com li parega, i el pagès l'aixada."(aquesta és una altra expressió que sembla un proverbi, significativa potser, d'un passatge del Convivio, com pot passar-li a un pagès de trobar un tresor amb la seva aixada).
Tanca l'escena Virgili, inclús ell fent broma, sentencia: "Bé escolta qui bé s'hi fixa", o, d'acord amb la interpretació més acceptada, és un bon oient "qui escriu allò que escolta", o també, "qui recorda el que sent".

### Clergues i literats - vv. 100-124
Dante llavors, sense deixar de caminar al costat de Brunetto, li demana que li digui qui són alguns dels seus companys de càstig més coneguts i importants. Brunetto, que especifica que no pot anomenar-los tots per manca de temps, diu que són literats i homes de l'Església (almenys els que són del seu grup), tots tacats pel mateix pecat impur: Priscià de Cesarea, gramàtic de Constantinoble, del segle VI; Franciscus Accursius, literat bolonyès, del segle xiii; i també de la mateixa època (ambdós doncs, contemporanis de Dante), aquell que va ser traslladat pel "servent dels servents" [1] de Florència a Vicenza (es citen els rius de les dues ciutats), a causa dels constants escandols sexuals: un enigma per indicar que es tractava del bisbe Andrea Spigliati dei Mozzi; Morí a Vicenza l'any següent: "on deixa els nervis seus, mal inclinats"[2]
En aquest cas el nom és retingut a causa probablement que l'escàndol del bisbe "desnaturalitzat" era tan gran que fins i tot una al·lusió devia semblar prou explicita. Dante tingué experiència directa d'aquest escàndol en la joventut, i a diferència dels altres sodomites, només utilitza paraules menyspreadores cap al bisbe ("si tingueres / ganes de veure tal tinya").
Brunetto voldria dir més, però el seu temps i el seu parlar ("'l venire e 'l sermone") no poden ser més llargs, perquè ara ja ve un altre grup de pecadors corrent que aixeca fum sobre el sorral, amb els quals no pot barrejar-se. Li recomana el seu Tesoro (el seu llibre) "en el qual visc encara" i no demana més. Gira cua i escapa corrent per agafar el seu grup, com aquells que a Verona corren pel pal·li darrere d'un drap verd [3]; i semblava un dels vencedors, no dels que perden. Amb aquesta semblança es tanca el cant.

### Per què va col·locar Dante a Brunetto Latini en aquest anell del setè cercle?
Com és possible, que amb la deferència, l'amor i la tendresa que Dante demostra cap al seu mestre i pare espiritual, i sense que consti clarament en cap lloc que Brunetto era sodomita, li atribueixi un pecat durament condemnat per l'Església d'aquells temps?. Tot i això hem de pensar que la sodomia en l'Edat mitjana era la pràctica contraceptiva més divulgada. En què consisteix la violència contra-natura de què s'acusa aquesta ànima, és probable que l'abús moral que el pederasta exerceix sobre el nen subjugant-lo amb el prestigi intel·lectual sigui la causa o motiu del pecat? [4].
A part d'aquestes consideracions, qui de nosaltres, descendents, en aquest futur tan llunyà, es recordaria avui de Brunetto Latini, si després de mort, Dante no l'hagués lamentablement assenyalat a la nostra percepció mental, al nostre amor de fills, relegant-lo aquí baix a torrar-se eternament? [5].

### Contrapàs
Els condemnats es veuen obligats a caminar de forma contínua sense aturar-se, sobre la sorra cremant, i patir en els seus cossos la violència provocada per la pluja de foc que cau sobre ells. La llei del contrapàs, és en part per analogia, en quant que sofreixen violència sobre el seu cos així com ells han fet violència en vida contra els seus iguals i contra natura. Aquest tipus de violència la sofreixen ara sobre tot el cos: des de la planta dels peus (a causa de la sorra ardent) fins al cap (a causa de la pluja de foc)
Si haguessin d'aturar-se encara que sols fos per un moment, perdrien la possibilitat de protegir-se la cara, és a dir d'aturar les flames que els arriben a la cara durant cent anys; i, per tant, han de continuar corrent eternament (la duració de la carrera no és dictada per la pena ulterior sinó pel fet que el càstig de la cursa és etern).

## Recitat Cant Quinzè a la xarxa
- En prosa i imatges: https://www.youtube.com/watch?v=o25oClgqkgE
- Vittorio Gassman: https://www.youtube.com/watch?v=HxraiHNrYVQ
- La Divina Commedia. Inferno, canto XV. Lectura i comentari de Vittorio Sermonti: https://www.youtube.com/watch?v=eAGNORYOnt0
- Roberto Benigni:https://www.youtube.com/watch?v=J7XzCHMGVbk
- Achille Millo: https://www.youtube.com/watch?v=S6KvHclPtfM&t=8s
- Paràfrasi i imatges animades: [enllaç sense format] https://www.youtube.com/watch?v=hNSbs-t12xY